# برنده یک قرار با تاد همیلتون!
برنده یک قرار با تاد همیلتون! (به انگلیسی: Win a Date with Tad Hamilton!) فیلمی محصول سال ۲۰۰۴ و به کارگردانی رابرت لوکتیک است. در این فیلم بازیگرانی همچون کیت باسورث، توفر گریس، جاش دوهامل، شان هایس، ناتان لین، گری کول، جنیفر گودوین، کاترین هان، اکتاویا اسپنسر، ایمی اسمارت، استیون توبولوسکی، مون بلودگود، سم پنکیک، جوردانا بروستر و بونی مک‌کی ایفای نقش کرده‌اند.